# Ганнон (путешественник)
Ганнон (финик. 𐤇𐤍𐤀, ḥnʾ, др.-греч. Ἄννων) — карфагенский мореход и, вероятно, суффет V века до н. э., который с целью основания колоний предпринял плавание вдоль западного берега Африки.

## Плавание

Карта плавания Ганнона.

Ганнон занимал должность суффета (судьи) в Карфагене, которая по значению соответствовала должности консула в Древнем Риме.
Точная дата путешествия Ганнона неизвестна. Это произошло, по одним сведениям, в 525 до н. э., по другим — в 470 до н. э. По решению Совета десяти — высшего органа управления Карфагена — его уполномочили возглавить экспедицию, которая должна была исследовать западные берега Африки и основать там новые карфагенские колонии.
Ганнон пустился в плавание на 60 пентеконтерах с 30 000 спутниками обоего пола.
Сначала экспедиция во главе с Ганноном прошла вдоль северного побережья Африки, путешественники миновали Столбы Мелькарта (Гибралтарский пролив) и на значительное время остановились в городе Гадес (современный Кадис, Испания). Затем экспедиция отправилась на юго-запад. Во время путешествия Ганнон основал несколько колоний — в устье реки Себу (город Фимиатериум, ныне Мехдия), на мысу Солоент (ныне Кантен). После длительной остановки на мысу Солоент отправились дальше. Есть сведения только о названиях колоний — Карикон Тейхос (Карийская стена), Гитте, Акра, Мелитта, Арамбис, но достоверно определить их современное расположение невозможно. Известно, что карфагеняне останавливались на мысу Солоент, в Могадоре и Ликсусе.
Высадившись на побережье Марокко, он основал колонию на месте современного Рабата и построил там храм. В общей сложности он заложил на берегу Марокко пять городов, включая Агадир. Как далеко на юг зашла его экспедиция — неясно: он наверняка достиг берегов Гамбии или Сьерра-Леоне и, возможно, даже видел вулкан Камерун.
Его Ганнон назван «Феон Охема» — «Колесницы богов».
После этого они достигли залива Габон (карфагенск. — Южный Рог). Здесь впервые увидели горилл.
После этого экспедиция Ганнона вернулась в Карфаген.
В Карфагене Ганнон составил описание своего путешествия, которое запечатлел на каменной доске, и поставил в храме Баал-Хаммона. Во время разрушения Карфагена Сципионом она погибла, но текст успели скопировать. История была написана на пуническом языке (вариант финикийского). Затем описание перевели на греческий и под названием «Перипл» (отчет о путешествии) оно стала известной в Древнем мире, а затем и в средневековой Европе.
Описание его путешествия было нанесено на стену святилища Баала в Карфагене и сохранилось в греческом переводе, в единственной рукописи X века, под заглавием «Перипл Ганнона». По мнению И. Ш. Шифмана, переведшего текст на русский язык и исследовавшего его, текст «Перипла» хранит следы литературной обработки подлинного отчёта, выполненной также в Карфагене.
Путешествие Ганнона было значительной экспедицией древнего мира. Только в XV в.португальцы сумели пройти к тем местам, где побывал Ганнон. Но для этого им понадобилось 40 лет.

## Память
- В 1935 году в честь Ганнона назван кратер на видимой стороне Луны.
- О путешествии Ганнона рассказывается, с многочисленными отступлениями от данных «Перипла», в детской исторической повести советского писателя А. И. Немировского «За столбами Мелькарта» (М.: Детская литература, 1959).
- Самой дальней точкой путешествия Ганнона стал некий остров, на котором он открыл человекообразных обезьян. Сам он описывает это так:

В глубине залива есть остров, похожий на первый, имеющий бухту; в ней находится другой остров, населённый дикими людьми. Очень много было женщин, тело которых поросло шерстью; переводчики называли их гориллами. Преследуя, мы не смогли захватить мужчин, все они убежали, карабкаясь по кручам и защищаясь камнями; трёх же женщин мы захватили; они кусались и царапали тех, кто их вёл, и не хотели идти за ними. Однако, убив, мы освежевали их и шкуры доставили в Карфаген.
В 1847 году американский миссионер Томас Сэвидж, имея в виду этот эпизод,  назвал гориллой открытый им в Африке вид человекообразных обезьян.